# Uppståndelse

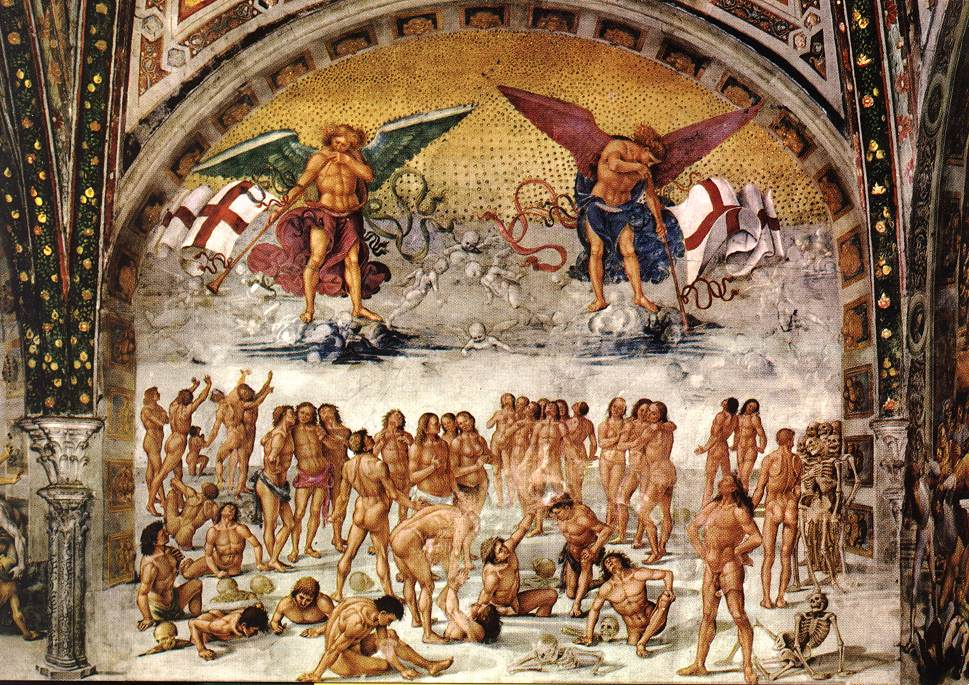
”Köttets uppståndelse”, fresk av Luca Signorelli, Orvietos domkyrka (1499-1502)

Uppståndelse är inom zoroastrism, kristendom, judendom och islam en tanke som innebär att människan efter döden kroppsligen kan återuppvakna till liv. Tron på uppståndelsen förutsätter att människan lever vidare till både kropp och själ. 
I Tanach (Gamla testamentet) finns ingen utvecklad lära om livet efter detta. 

## Kristendom
Inom kristendomen har uppståndelsehoppet sin förankring i tron på Kristi uppståndelse.
"Ty eftersom döden kom genom en människa kommer också uppståndelsen från de döda genom en människa. Liksom alla dör genom Adam, så skall också alla få nytt liv genom Kristus." (Första Korinthierbrevet 15:21-22)
Att graven var tom och att Jesus visade sig kroppsligen för många av sina lärjungar betyder inte att han återgått till sitt tidigare liv utan att han omformats till en ny gestalt, något som också är de kristnas slutmål. Ändå är det samma kropp, som förvandlats. Påsken är den kristna uppståndelsehögtiden framför andra, men också söndagen är en återkommande påminnelse om uppståndelsen.

## Islam
I Koranen påpekas för skeptikerna att liksom Gud en gång skapade människan skall han också återuppväcka henne på domens dag.